# Compsodrillia disticha
Compsodrillia disticha é uma espécie de gastrópode do gênero Compsodrillia, pertencente à família Pseudomelatomidae.